# Holger Biedermann
Holger Biedermann (* 1952 in Hamburg) ist ein deutscher Gitarrist, Komponist, Autor und Journalist.

## Leben
Nach der Schulzeit reiste Biedermann viel und arbeitete unter anderem als Bademeister, Hilfsarbeiter und Musiker. Er begann ein Studium der Musik- und Theaterwissenschaften und machte eine künstlerische Ausbildung als Konzertgitarrist. Den größten Erfolg hat er seit 2002 mit seinen Kriminalromanen.
Biedermann lebt in Wohltorf bei Hamburg.

## Werke

### Bücher
- Von Ratten und Menschen., Edition Nautilus, Hamburg 2002, ISBN 3-89401-396-6.

(als Taschenbuch) Fischer, Frankfurt am Main 2004, ISBN 3-596-16049-9.
- Die Spur des Dr. Death. Fischer, Frankfurt am Main 2004, ISBN 3-596-16409-5.
- Der zehnte Drache Fischer, Frankfurt am Main 2006, ISBN 978-3-596-16593-3.

### Kompositionen
Vor allem Kammermusik,u. a.:
- Chameleon-Suite, 4-sätzig, Trio für drei Konzertgitarren
- EL Nuevo Duo für Konzertgitarre und Cello
- Magical Mystery Tour, Streichquartett